# Ливии
Ли́вии (лат. Livia) — римская плебейская фамилия. Первым представителем рода, ставшим консулом, стал Марк Ливий Салинатор в 302 году до нашей эры; с тех пор род подарил Древнему Риму восьмерых консулов, двух цензоров, одного диктатора и одного магистра конницы. Члены рода трижды удостаивались чести устраивать триумф. Во время правления Октавиана Августа, Ливия Друзилла стала римской императрицей, её сын Тиберий впоследствии стал императором.

## Происхождение
История не сохранила преданий о происхождении Ливиев. Хотя нет никаких данных о представителях рода в первые два века существования Римской республики, нет также и ничего, что могло бы указать на его иностранное происхождение. Все когномены Ливиев являются латинскими. Номен Livius, предположительно, образовался из корня слов liveo, lividus и livor со значением «свинцовый» или «голубовато-сервый», хотя и это достоверно неизвестно. Юлиус Покорный не принимает это предположение, утверждая, что номен не мог ни образоваться из этих слов, ни быть как-то связанным с ними. Он выдвинул теорию об этрусском происхождении Ливиев.

## Ветви и когномены
Когноменами Ливиев во времена Римской республики были Denter, Drusus, Libo, Macatus и Salinator. При этом Denter был общеупотребимым когноменом для людей с выступающими зубами, а Macatus означал «пятнистый» и имел общий корень со словом macula.
Drusus означает, вероятно, «непреклонный», хотя записи утверждают, что впервые имя с таким когноменом было присвоено после убийства галльского вождя по имени Drausus. Если эта версия происхождения когномена правдива, то он, вероятно, датируется 283 годом до нашей эры, когда были разбиты войска сенонов — галльского племени, управляемого Драусом. Libo, образованное от libere, что означает «разливщик выпивки», пришло в семью от рода Скрибониев, один из представителей которого был усыновлён Ливиями Друзами.
Когномен Salinator, означающий «продавец соли», был дан Марку Ливию Салинатору в 204 году до нашей эры за введение налога на соль, вызвавшего недовольство населения. Возникают вопросы на почве того, что его отца также называют Салинатором, хотя это могло быть попросту принесено историками значительно позже.

## Известные представители

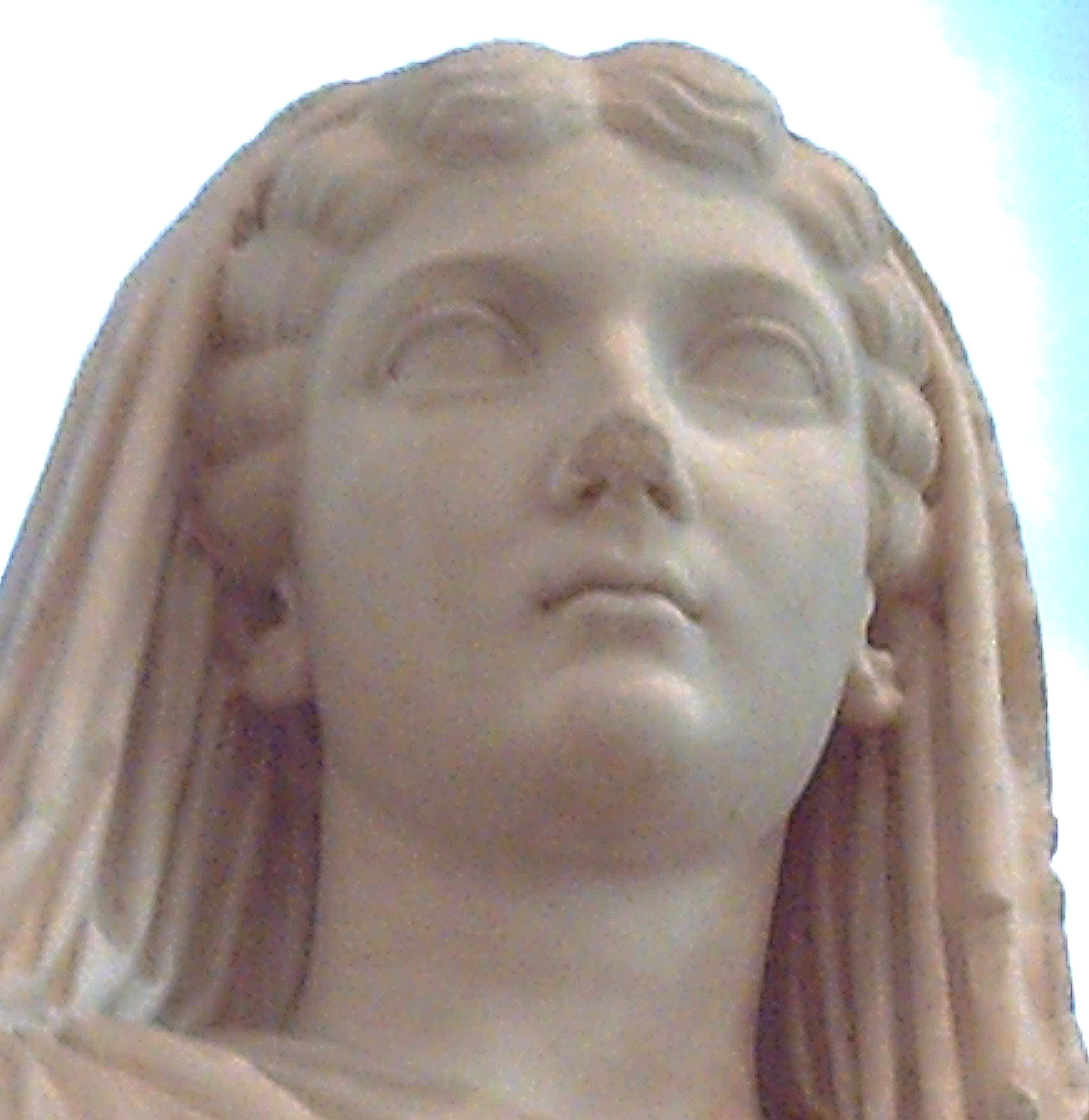
Ливия Друзилла, жена первого римского императора

- Марк Ливий Салинатор (ум. после 203 до н. э.), двукратный консул Республики (в 219 и 207 годах до н. э.), цензор 204 года до н. э. Вёл борьбу с иллирийцами, из которой римляне вышли победителями. Вместе с другим консулом, Эмилием, был обвинён в расхищении казны, однако позднее ему удалось оправдаться;
- Гай Ливий Салинатор (ок. 234—170 до н. э.), сын предыдущего. Участник Антиоховой войны 192—188 годов до н. э., консул 188 года до н. э. По одной из версий, приходился отцом преторию 123 года до н. э.;
- Марк Ливий Макат (ум. после 209 до н. э.), легат пропретора Марка Валерия Левина, ответственный за оборону Тарента от нападений пунийцев (214 год до н. э.). Когда в 212 до н. э. Тарент внезапно захватили карфагеняне, Ливий с солдатами отступили к цитадели, где смогли продержаться до тех пор, пока город не отбил Кунктатор в 209 году. Впоследствии, когда Фабия Максима спрашивали, достоин Ливий наказания или награды, тот ответил, что не мог вернуть Тарент из-за действий Ливия;
- Салинатор (ум. после 123 до н. э.), преторий (бывший претор) в 123 году до н. э. По одной из версий, приходился сыном консулу 188 года до н. э.;
- Луций Салинатор (ум. 81 до н. э.), член коллегии монетных триумвиров около 84 года до н. э. Спустя некоторое время стал одним из легатов Сертория в Испании. Весной 81 года во главе 6-титысячного отряда сумел оттеснить сулланскую армию, которой командовал преторий Гай Анний (Луск), на Пиренеи. Вскоре был предательски убит неким Кальпурнием Ланарием по неизвестной причине. Предположительно, приходился отцом Луцию Ливию Оцелле[13][14][15][16]. Последний представитель этого рода, носивший когномен «Салинатор»;
- Марк Ливий Друз Клавдиан (ум. 42 до н. э.), современник Цицерона, претор 50 года до н. э. Во времена 2-го триумвирата попал в проскрипционные списки, после чего участвовал в двух боях под Филиппами и покончил жизнь самоубийством, бросившись на собственный меч;
- Тит Ливий (55 до н. э.—17), крупнейший древнеримский историк.

## Комментарии
1. ↑  С учётом Мамерк Эмилия Лепида Ливиана, усыновлённого родом Эмилиев.